# Condado de Washington (Mississippi)
O Condado de Washington é um dos 82 condados do estado norte-americano do Mississippi. A sede de condado é Greenville que é também a sua maior cidade.
O condado tem uma área de 1971 km² (dos quais 96 km² estão cobertos por água), uma população de 62 977 habitantes, e uma densidade populacional de 34 hab/km² (segundo o censo nacional de 2000). O condado foi fundado em 1827 e recebeu o seu nome em homenagem a George Washington.